# Bambusa duriuscula
Bambusa duriuscula là một loài thực vật có hoa trong họ Hòa thảo. Loài này được W.T.Lin mô tả khoa học đầu tiên năm 1980.